# نهر إبراهيم (نهر)

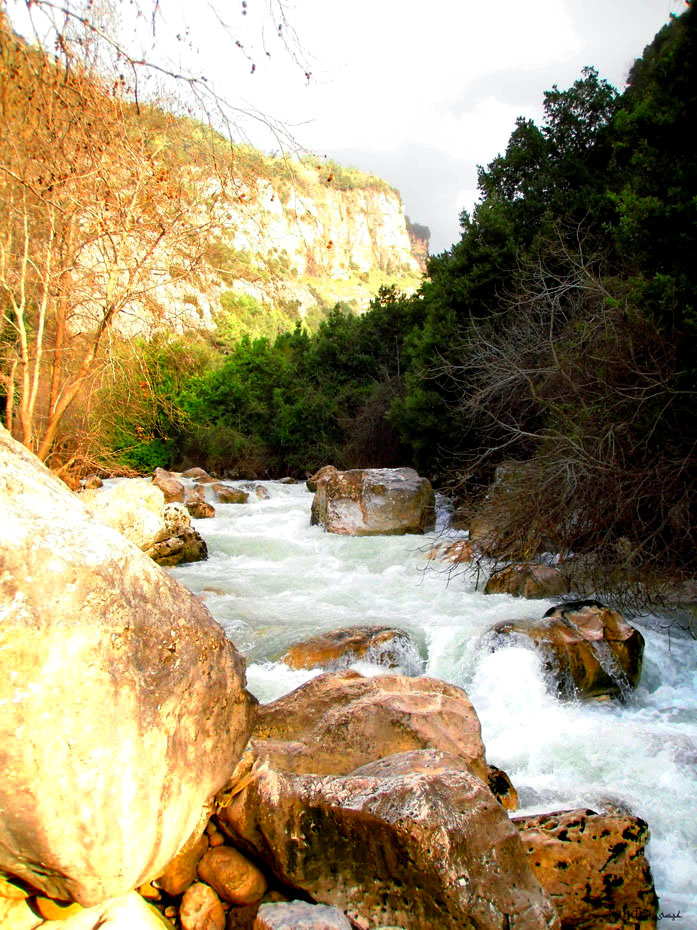
تبين الصورة نهر إبراهيم

نهر إبراهيم ينبع من مغارة أفقا ومن نبع العاقورة وينحدر بشدة حتى يصب في البحر الأبيض المتوسط على بعد 6 كيلو مترات جنوبي جبيل طوله 30 كيلو متراً ومساحة حوضه 321 كم مربع.
و يعرف أيضا باسم نهر أدونيس نسبة إلى أسطورة أدونيس وعشتروت في الميثولوجيا الفينيقية ..